# Кочубеи
Кочубе́и — старшинский, графский, княжеский и дворянский род, происходящий от татарина Кучук-бея, выехавшего в середине XVII века из Крымского ханства в Войско Запорожское и принявшего в крещении имя Андрея.
Род князей и дворян Кочубеев был внесён в V и VI часть родословных книг Полтавской, Черниговской и Санкт-Петербургской губерний (Общий Гербовник, III, 49 и X, 4).
Пожалован в княжеское достоинство 26 января 1834 года.

## Представители
Василий Леонтьевич Кочубей (1640—1708), внук ногайца Кучук-бея, генеральный писарь и генеральный судья Войска Запорожского; казнён за донос на гетмана Мазепу; женат на Любови Фёдоровне Жученко (ум. 1722), дочери полтавского полковника
* Матрёна, или Мотря (1688—1736), любовница гетмана Мазепы, прототип главной героини поэмы «Полтава».
- Фёдор Васильевич (ум. 1729), бунчуковый товарищ, основатель села Берёзка; женат на Анастасии Васильевне Скоропадской (ум. 1723).
- Василий Васильевич (ум. 1743), полтавский полковник, владелец имения Жуки под Полтавой; женат на Анастасии Даниловне Апостол, дочери гетмана.
  - Семён Васильевич (1725—1779), нежинский полковник, затем генерал-майор и тайный советник; женат на Ксении Герасимовне Демешко.
    - Надежда Семёновна, жена полковника П. С. Потёмкина.
    - Михаил Семёнович (1751—после 1791), подполковник; женат на Агафье Степановне Лашкевич.
      - Семён Михайлович (1778—1835), полтавский губернский предводитель дворянства, имел 7000 душ; женат на Прасковье Яковлевне Бакуринской, племяннице князя А. А. Безбородко.
        - Николай Семёнович (ум. 1870), душевнобольной, жил и умер в с. Понуровка Стародубского уезда.

  - Василий Васильевич (1728—1791), глуховский уездный предводитель дворянства; женат на Марфе Демьяновне Оболонской, дочери генерального судьи.
    - Василий Васильевич (1756—1800), генерал-майор; от него происходит нетитулованная ветвь рода, продолжающаяся до нашего времени ➤

  - Павел Васильевич (1738—1786), статский советник; женат на Ульяне Андреевне Безбородко (1742—1777), сестре князя А. А. Безбородко.
    - Аполлон Павлович, бригадир (1786), камергер (1805); жил разгульно в селе Чуйковка.
    - Виктор Павлович (1768—1834), канцлер Российской империи; от него происходит княжеская ветвь рода, угасшая в 1953 году ➤
    - Аграфена Павловна, жена А. П. Фролова-Багреева, мать А. А. Фролова-Багреева.
    - Александра Павловна (1769—1838), жена Г. П. Милорадовича, мать А. Г. Милорадовича.

## Княжеская ветвь
Виктор Павлович Кочубей (1768—1834), правнук Василия Леонтьевича, председатель Государственного совета (1827—1834) и Комитета министров (1827—1832), устроитель усадьбы Диканька и строитель виллы в Царском Селе. В 1799 г. возведён в графское, а в 1831 г. и в княжеское достоинство; женат на Марии Васильевне Васильчиковой (1779—1844).
- Наталия Викторовна (1800—1855), жена графа А. Г. Строганова.
- Лев Викторович (1810—1855), строитель особняка на Сергиевской улице, 30; женат на Елизавете Васильевне Кочубей (1821—1897); имел внебрачного сына Виктора Гриценко.
- Василий Викторович (1812—1850), известный нумизмат; женат на Елене Павловне Бибиковой (1812—1888).
  - Мария (1848—1896), жена П. П. Дурново.
  - Елена (1850—1906), жена П. А. Всеволожского.
- Михаил Викторович (1816—1874), строитель особняка на Конногвардейском бульваре, 7; женат на кнж. Марии Ивановне Барятинской и на Алисе Просперовне Брессан.
  - Мариамна Михайловна (1866—1954), фрейлина, жена К. Д. Нилова.
  - Михаил Михайлович (1860—1937); женат на Ольге Васильевне Шереметевой (1872—1967)
  - Лев Михайлович (1862—1927); женат на грф. Дарье Евгеньевне Богарне (1870—1937).
    - князь Евгений Львович Кочубей-Богарне (1894—1951), в браке с Джеральдиной Пирс имел трёх дочерей.

- Сергей Викторович (1820—1880), полтавский губернский предводитель дворянства; женат на грф. Софье Александровне Бенкендорф (1825—1875).
  - Виктор Сергеевич (1860—1923), генерал-лейтенант, владелец особняка на Фурштатской, 24; женат на кнж. Елене Константиновне Белосельской-Белозерской.
    - Виктор Викторович (1893—1953), офицер Кавалергардского полка, после революции жил в США; женат на Кире Николаевне Елагиной.
    - Надежда Викторовна (1894—1967), жена графа И. Д. Толстого.
    - Софья (1896—1920), жена Г. С. Воеводского.

  - Василий Сергеевич (1862—1911); женат на Жозефине Серрано, дочери испанского герцога, и на Наталье Афанасьевне Столыпиной.
    - Сергей Васильевич (1884—1909), холост.

## Нетитулованная ветвь
Василий Васильевич Кочубей (1756—1800), генерал-майор, владелец родовых имений Ярославец и Дубовичи, правнук Василия Леонтьевича; женат на Елене Васильевне Туманской (1762—1836), дочери генерального писаря.
- Елена Васильевна (1793—1863), жена математика и астронома А. И. Маюрова.
- Василий Васильевич (1784—1844), тайный советник; женат на Авдотье Васильевне Лизогуб и на Варваре Николаевне Рахмановой.
  - Елизавета Васильевна (1821—1897), композитор; жена князя Л. В. Кочубея.
  - Елена Васильевна (1824—1899), жена К. Г. Ребиндера;
  - Екатерина Васильевна (1826—1896), жена Г. П. Галагана;
  - Василий Васильевич (1829—1878), коллежский секретарь
    - Варвара Васильевна, жена своего троюродного брата В. П. Кочубея.
    - Леонтий Васильевич (1871—1938), член Государственной думы.
    - Михаил Васильевич (1875—1950), борзенский уездный предводитель дворянства; женат на Наталье Александровне Энгельгардт.
- Демьян Васильевич (1786—1859), действительный тайный советник, сенатор; холост.
- Александр Васильевич (1788—1866), действительный тайный советник, сенатор; холост.
- Аркадий Васильевич (1790—1878), орловский губернатор, мемуарист, устроитель усадьбы Згуровка; женат на кнж. Софье Николаевне Вяземской.
  - Пётр Аркадьевич (1825—1892), тайный советник; женат на грф. Варваре Александровне Кушелевой-Безбородко.
    - Василий Пётрович (1868—1940), церемониймейстер, глуховский уездный предводитель дворянства, строитель дачного дворца в Царском Селе на Велиовской улице[3]; женат на своей троюродной сестре Варваре Васильевне (см. выше). Особняк Е. В. Кочубей в Ницце
      - Василий Васильевич (1892—1971), адъютант гетмана Скоропадского; женат на грф. Софье Остророг.
      - Александр Васильевич (1897—1946), жил в Германии; женат на Антонине Штраус.
      - Николай Васильевич (1903—1984), жил в Швейцарии; женат на Ирме Пикер.
      - Георгий Васильевич (1905—1919), умер в Крыму от испанки.
      - Варвара Васильевна (1893—19..), жена князя Девлет-Кильдеева.
      - Екатерина Васильевна (1894—1965), жена графа Н. А. Мусина-Пушкина.
      - Мария Васильевна (1895—1944), жена графа Я. А. Бальмена.

  - Василий Аркадьевич (1826—1897), статский советник; женат на кнж. Наталье Петровне Салтыковой и на грф. Марии Алексеевне Капнист.
    - Пётр Васильевич (1880—1918), церемониймейстер, расстрелян; женат на грф. Любови Александровне Мусиной-Пушкиной; его потомство продолжается в мужской линии.
    - Василий Васильевич (1883—1960), член Государственной думы; женат на Анне Игнатьевне Закревской; его потомство продолжается в мужской линии.
    - Николай Васильевич (1885—1947), офицер конной гвардии; женат на кнж. Варваре Александровне Долгоруковой (1885—1980) и на грф. Ирине Александровне Мусиной-Пушкиной (1885—1946).
      - Аркадий Николаевич (1911—1960), жил в Буэнос-Айресе; женат на Екатерине Николаевне Клейнмихель.

  - Николай Аркадьевич (1827—1865), секретарь посольства в Константинополе; женат на Екатерине Аркадьевне Столыпиной и на кнж. Елене Сергеевне Волконской.
    - Михаил Николаевич (1863—1935), козельский уездный предводитель дворянства, владелец материнской усадьбы Воронки; женат на Наталье Дмитриевне Трегубовой; имел дочь и 4 сыновей, среди которых
      - Василий Михайлович (1889—1920), его сын Георгий (1915—2001) служил в Красной армии, после войны жил в Саратове.
      - Сергей Михайлович (1896—1960), оперный певец; женат на Ирине Георгиевне Габричевской.
        - Андрей Сергеевич (род. 1938); женат на кнж. Дарье Константиновне Горчаковой; у них 2 сына и 2 дочери.
        - Елена Сергеевна (род. 1935), жена князя Евгения Сергеевича Трубецкого.

## Описание графского герба Кочубеев
Щит, разделённый крестообразно на четыре части, посередине имеет малый голубой щиток с двумя золотыми Крестами на красном сердце. В верхней части, в золотом поле, до половины выходящий чёрный коронованный двуглавый орёл держит в клюве лавровый венок и масличную ветвь, а на груди орла, в пурпуровом поле, изображено имя государя императора Павла Первого; в правой части, в зелёном поле, два серебряных вдоль распростёртых крыла; в левой части, в зелёном же поле, серебряная пчела, летящая вверх. В нижней части, в чёрном поле, золотое пламя.
Щит покрыт графской короной, на которой поставлен шлем, такой же короною увенчанный, с тремя страусовыми перьями. Намёт на щите голубого и красного цветов, подложенный золотом; по сторонам щита поставлены: с правой стороны лев, имеющий в левой лапе вверх поднятый меч, с двумя по сторонам него серебряными лунами, а с левой стороны воин в малороссийской одежде, держащий левой рукой хоругвь чёрного цвета с изображением между двух золотых лун золотого же меча, остриём вниз обращённого. Под щитом надпись: ELEVOR UBI CONSUMOR. Герб рода графа Кочубея внесён в часть 4 Общего гербовника дворянских родов Всероссийской империи, стр. 13.

## Описание княжеского герба Кочубеев
Щит, рассечённый на четыре части. В первой и четвёртой повторяется герб, данный Кочубеям Петром I: в голубом поле пламенеющее или кровавое сердце с двумя в нём золотыми ровноконечными крестами. Вторая часть гербового щита заключает старинный родовой герб Кочубеев, который употребляли они раньше Петра I: в красном поле золотой полумесяц, сопровождаемый такою же звездою о шести лучах и во главе щита с двумя золотыми же равноконечными крестами (греческими). Третье отделение гербового щита представляет в красном поле два серебряные распущенные орлиные крыла, над ними золотое пламя, а под ними золотую пчелу, летящую вверх.
В малом щитке, в середине пересечений главного щита, в золотом поле государственный императорский орёл, имеющий на груди в красном поле вензелевое начертание имени императора Николая I, возведшего Кочубея в княжеское достоинство. На гербе графская корона и над нею три дворянских шлема. На первом из них (правом) дворянская корона, увенчанная двумя распущенными, поднятыми вверх крыльями. Над шлемом в середине графская корона и из неё возникающий государственный орёл, на груди которого, в красном поле, начертано вензелевое имени Павла I, даровавшего В. П. Кочубею графское достоинство.
Наконец, на третьем (левом) шлеме в нашлемнике рука с саблею. Щит держат: справа — стоящий лев, в левой передней лапе держащий буздыхан (булаву малороссийских гетманов); слева — стоящий малороссийский казак, опоясанный саблею и держащий в левой руке хоругвь с изображением, в чёрном поле, опущенного золотого меча между двумя золотыми полумесяцами, обращёнными рогами к внешним сторонам хоругви. Герб покрыт русскою княжескою шапкою на развёрнутой горностаевой мантии. Намёт голубой и красный подложен золотом.
Герб князя Кочубея внесён в Часть 10 Общего гербовника дворянских родов Всероссийской империи, стр. 4.

## Мелкопоместное дворянство
В «Малороссийском родословнике» перечислены ещё четыре рода Кочубеев, происходящие от следующих лиц:
Лавринъ Кочубей, казак сотни Торчица Белоцерковского полка в реестре Запорожского Войска 1649 года, вероятно, предок следующих Кочубеев:
- Василий Григорьевич Кочубей (род. 1745), который в 1784 г. служил надворным советником при делах Тайной экспедиции; он был внесён в 1792 г. в 3-ю часть родословной книги Московской губернии;
- Викентий Петрович Кочубей, в 1861 г. произведённый в полковники;
- Пантелеймон Григорьевич Кочубей, майор Вологодского пехотного полка в 1833 г.;
- Николай Васильевич Кочубей, капитан Ревельского егерского полка в 1845 г.